# Jean Combot
Jean Combot (* 19. November 1928 in Saint-Pol-de-Léon; † 14. Mai 2021) war ein französischer Fußballspieler und -trainer.

## Karriere
Combot war in seiner Jugend zunächst als Leichtathlet aktiv, ehe er beim ES Kreisker aus seiner Heimatstadt Saint-Pol-de-Léon mit dem Fußballspielen begann. 1946 wechselte der Abwehrspieler zum Erstligisten Stade Rennes UC, bei dem damals bereits sein älterer Bruder Henri Combot (1921–2013) unter Vertrag stand. Jean war allerdings nicht für die Profimannschaft vorgesehen, sondern spielte lediglich im Amateurteam. Die einzige Ausnahme bildete der 22. Dezember 1946, als der damals 18-Jährige bei einer 0:1-Niederlage gegen den Stade Français aufgeboten wurde und damit zu seinem Debüt in der höchsten nationalen Spielklasse kam. Im Sommer 1947 verließ er den Verein wieder und kehrte zu seinem früheren Klub aus Saint-Pol-de-Léon zurück.
1948 erfolgte sein erneuter Wechsel nach Rennes, wo er nun für die Erstligamannschaft vorgesehen war und damit an die Seite seines Bruders trat; Henri blieb allerdings nur noch bis 1949 Teil der Mannschaft. Unter Trainer Franz Pleyer avancierte Jean Combot im Verlauf der Saison 1949/50 zum Stammspieler und konnte zudem sechs Treffer selbst erzielen. Angesichts seiner Torgefährlichkeit vollzog er zur nachfolgenden Spielzeit den Wechsel auf die Position des Stürmers. Als solcher traf er 1950/51 in 14 Partien dreizehn Mal, erlitt durch Verletzungen aber zugleich schwere Rückschläge. Durch eine Schädigung am Kreuzband glückte dem 22 Jahre alten Spieler eine Rückkehr in die Elf anschließend nicht, auch wenn er bis 1953 im Kader stand. Insgesamt hatte er bis dahin 55 Erstligapartien mit 19 Toren bestritten.
Nach seinem Abschied aus Rennes unterschrieb er beim FC Toulouse und konnte bis 1955 noch drei Mal in der höchsten Spielklasse auf dem Platz stehen. Von 1960 an wirkte er als Spielertrainer seines ehemaligen Vereins aus Saint-Pol-de-Léon und verhalf in dieser Rolle dem späteren Nationalspieler Louis Floch zum Sprung in den Profifußball.
Jean Combot starb im Mai 2021 92-jährig.